# Cantonul Nevers-Est
Cantonul Nevers-Est este un canton din arondismentul Nevers, departamentul Nièvre, regiunea Burgundia, Franța.

## Comune
- Nevers (parțial, reședință)
- Saint-Éloi